# Руйка (приток Узолы)
Руйка — река в России, протекает в Городецком районе Нижегородской области. Устье реки находится в 44 км по левому берегу реки Узола. Длина реки составляет 16 км, площадь водосборного бассейна 75,5 км².
Исток реки находится у деревни Шарыпово в 24 км к северо-востоку от Городца. Река течёт на запад, протекает деревни Шарыпово, Ягодно-Лесное, Никулино, Богданово, Дроздово, Сидорово, Бабино, Руя. Притоки — Богдановка (правый) и Тутайка (левый). Впадает в Узолу у деревни Высоково.

## Данные водного реестра
По данным государственного водного реестра России относится к Верхневолжскому бассейновому округу, водохозяйственный участок реки — Волга от Горьковского гидроузла и до устья реки Ока, речной подбассейн реки — Волга ниже Рыбинского водохранилища до впадения Оки. Речной бассейн реки — (Верхняя) Волга до Куйбышевского водохранилища (без бассейна Оки).
По данным геоинформационной системы водохозяйственного районирования территории РФ, подготовленной Федеральным агентством водных ресурсов:
- Код водного объекта в государственном водном реестре — 08010300512110000017305
- Код по гидрологической изученности (ГИ) — 110001730
- Код бассейна — 08.01.03.005
- Номер тома по ГИ — 10
- Выпуск по ГИ — 0